# 鹿悆
鹿悆，字永吉，济阴郡乘氏县（今山东省菏泽市）人，南北朝北魏、东魏军事人物，鹿生之子。
鹿悆喜好兵书、阴阳学和佛教典籍。被北魏彭城王元勰征召，成为其门客。起初在元勰之子真定公元子直麾下担任国中尉，梁州（今陕西省汉中市）有和籴军粮的制度，当时和籴粮食被官员肆意侵吞，但鹿悆始终未取分毫。即便是元子直下令让他取用，他也没有听从。后鹿悆因母亲去世，辞官服丧，服丧期满后便结束了任期。元子直前往梁州任职时，鹿悆随同前往。武城县公元子攸担任御史中尉后，鹿悆兼任殿中侍御史，负责监督临淮王元彧的军队。当时南朝梁的豫章王萧综驻守徐州，他暗中与元彧联络，请求归降北魏。由于萧综是梁武帝之子，北魏众人都不相信此事。元彧需要派人前往萧综处核实真假，鹿悆主动请缨，前往彭城。他与萧综会面，确认了其内应的意图，萧综于是正式归降了北魏。鹿悆因功被封为定陶县开国子，获授员外散骑常侍之职。不久后，在彭城王元劭麾下担任青州府长兼司马，不久便解除了长兼之职。广川县的刘钧与东清河县的房须发动叛乱，元劭命鹿悆监督州军前往平定，鹿悆在商山作战获胜。孝昌三年（527年），南朝梁将领彭群与王弁率领七万兵力围攻琅邪，北魏应对迟缓，从春到秋，青州与南青州的军队一直驻守郧城，未敢进军。最终元劭派遣鹿悆，南青州（今山东省沂水县）刺史胡平派遣长史刘仁之，监督各路将领进军，击败了梁军，斩杀两千余人。永安年间，鹿悆入朝，担任左将军、给事黄门侍郎，爵位升为侯。永安三年（530年），东徐州城民吕文欣杀害刺史元大宾发动叛乱，鹿悆被任命为使持节、散骑常侍、安东将军，担任六州大使，与行台樊子鹄一同讨伐吕文欣，将其击败。凯旋后，获授镇东将军、金紫光禄大夫之职，不久又担任使持节、兼尚书左仆射、东南道三徐行台。抵达东郡后，因尔朱仲远攻陷西兖州并向滑台进军，鹿悆与都督贺拔胜等人前往阻击，战败后返回洛阳。普泰年间，鹿悆获加征东将军称号，后转任卫将军、右光禄大夫、兼度支尚书、河北五州和籴大使。东魏天平年间，被任命为梁州（今河南省开封市）刺史。天平四年（537年），荥阳的郑荣业、郑伟等人归附西魏，围攻梁州州城，鹿悆无法坚守，最终献城投降，被郑荣业押往关中。关于他的晚年情况，史料中并无记载。
鹿悆前往徐州时，因马匹生病，便乘船将马运往大梁。夜里睡觉时，随从上岸偷了四束稻草喂马。船行驶数里后，鹿悆醒来，询问稻草的来源，随从坦白是偷来的。鹿悆大怒，停船上岸，前往偷稻草的地方，将三丈精织绢帛放在稻草堆下作为赔偿。鹿悆擅长创作五言诗，代表作有“嶧山万丈樹，雕鏤作琵琶，由此材高遠，弦響藹中華”“援琴起何調，幽蘭與白雪，絲管韻未成，莫使弦響絶”。